# Onthophagus yamaokai
Onthophagus yamaokai là một loài bọ cánh cứng trong họ Bọ hung (Scarabaeidae).